# Filmmúzeum (televíziós csatorna)
A Filmmúzeum egy magyar nosztalgia-, illetve filmcsatorna volt, a jelenlegi Film Mania elődje.

## Története
A Filmmúzeum 2000. november 27-én kezdte meg sugárzását, ezzel Magyarország elsőként indult nosztalgiacsatornája volt. Az első három évben kizárólag magyar készítésű tartalmakat tűzött a műsorára, amiket bemondóként Liebhaber Judit konferált fel. Prokopp Dóra Aranykor nevű nosztalgiaműsort, Veress Dóra pedig a Privát rocktörténet című népszerű könnyűzenei műsort vezette. A csatorna főként a Magyar Televízió (a jelenben MTVA Archívum, majd Nemzeti Archívum), a MOKÉP és a Magyar Filmintézet (2020 óta Nemzeti Filmintézet – Filmarchívum) gyűjteményéből állította össze a kínálatát, de régi Filmhíradókat is leadott. Első szlogenje „A régi idők mozija” volt. Miután a Magyar Televízió megemelte az archívuma értékesítési díjait, 2003. januárjától a magyar nyelvű programok mellett már külföldi filmeket és sorozatokat is sugárzott, valamint műsorra tűzte a Színház- és Filmművészeti Főiskola hallgatóinak vizsgafilmjeit is.
2003 őszén történt meg a csatorna első arculatváltása, 2004 áprilisában pedig új logóval a második. Ekkor vezették be az „Akkor is, most is" szlogent.
2004. szeptember 1-jén elindult a csatorna első társcsatornája, a TV Paprika, mely Magyarország első gasztronómiai témájú csatornája volt, eleinte kizárólag a csatorna műsorblokkjaként, majd 2004. november 1-től önálló csatornán. Ezt az otthon, a kert és a barkácsolás témákkal foglalkozó TV Deko (jelenleg Spektrum Home) követte 2005. december 1-jén.
Több év kihagyás után 2007-ben a Magyar Televízió 50 éves évfordulója alkalmából ismét műsorra tűzött MTV-s tartalmakat. Ezek mellett a Magyar Mezőgazdasági és Közlekedési Múzeum, valamint a BKV archívumából is műsorra tűzött különböző dokumentum és oktatófilmeket. 2007 októberében Prokopp Dóra távozott az igazgatói pozícióból, majd a Filmmúzeumot és annak érdekeltségi körét (TV Paprika, TV Deko) megvásárolta a Chellomedia.
Utolsó megújulása 2008. október 1-jén volt. Ekkortól az archív tartalmak mellett 21. századi produkciók is műsorra kerültek, melyek egy része a 2009. április 30-án megszűnt Zone Europa-ról került át, bár előtte is előfordult 21. századi magyar filmek műsorra tűzése. Utolsó szlogenje „Valami mindenkinek” volt.
A csatorna megszűnése 2012. május 24-én került először napirendbe, amikor a Chellomedia bejelentette a Filmmúzeum és a Zone Romantica átnevezését és újra pozicionálását, melyre az akkori tervek szerint 2012. július 15-én került volna sor. Majd egy nappal később bejelentették, hogy a névváltások 2012. július 2-án történnek meg. Több név is szóbakerült, végül úgy döntöttek, hogy a Filmmúzeumnak Film Mania, míg a Zone Romantica-nak Film Cafe lesz az új neve. A csatorna végül 2012. július 2-án 21:32-kor, a Hegylakó című film szünetében vette fel új nevét.
A csatorna hangja 2000-2008 között Galkó Balázs, 2008-2009 között Epres Attila, 2009-2012 között pedig Dányi Krisztián volt.
Tematikáját részben a Magyar Mozi TV vette át.

## Saját készítésű műsorai
- A38
- Aranykor
- Autómúzeum
- A Balaton kincsei
- A nagy ól
- A nő
- A színész és a forradalom
- A világbajnokságok története
- ÁllatVilág
- Állókép
- Bárzongorista-portrék
- CineTrip
- Diafilmmúzeum
- Divatjamúlt
- Dokumúzeum
- Egyedül nem megy
- EU kalauz
- Életre kelt könyvek (2006-ban az M2 csatorna is sugározta.)
- Filléres emlékeink
- Filmcsilla
- Filmmúzeum-híradó
- Itt forgattam
- Kalauz
- Megtalált városok
- Mozitörténet
- Nem lehet megunni
- Ott, ahol a 6-os megáll
- Páholy
- Páratlan évek
- Pirx pilóta visszatér
- Privát filmmúzeum
- Privátfilm-híradó
- Privátfilmek - vágatlanul
- Privát rocktörténet
- Rajongó
- Snitt
- Sportmúzeum
- Stúdióbeszélgetés
- Szilveszter Retro!
- Színészportrék
- Tárgy-eset
- Vágatlan

## Nem saját készítésű műsorok és sorozatok
- Alattvalók és királyok
- Albumshow – Régi idők popzenéi
- Alfa holdbázis
- Amerre a vaddisznók járnak
- Andy Griffith Show
- Arabela
- Arabela visszatér
- Arsène Lupin
- A 0416-os szökevény
- A buszon
- A fekete város
- A feladat
- A megsebzett bolygó
- A napsugár nyomában
- A tavasz 17 pillanata
- Az Angyal
- Az ókori Hellász
- Az ókori Róma
- Az öreg bánya titka
- Az örökzöld örökzöldek
- Belphegor, avagy a Louvre fantomja
- Best of Folytassa…
- Bors
- Casanova kontra Kékszakáll
- Cimbora
- Egymillió fontos hangjegy
- Egy egér naplója
- Egy ház a körúton
- Egy óra múlva itt vagyok…
- Esti mese
- Európa pályaudvarai
- Fabula
- Forró szél
- Gabi és Dorka
- Halló, ez fantasztikus
- Három arckép
- Házak, porták, emberek
- Híres magyar könyvtárak
- Hollywoodi arcképcsarnok
- Hollywoodi párok
- Hollywoodi riválisok
- Hókusz-Pókusz
- Hungária, Európa rejtett kincsei
- Kántor
- Keménykalap és krumpliorr
- Ketten beszélnek
- Kémeri
- Képzőbűvészet
- Ki mit tud?
- Kisvakond
- Kockázat
- Kojak
- Költészet
- Kövek üzenete
- Leonardo Da Vinci élete
- Lumiére egypercesek
- Magyar ételkülönlegességek
- Magyarországi néptáncok
- Másfélmillió lépés Magyarországon
- Meghökkentő mesék
- Micsoda idők voltak
- Monty Python Repülő Cirkusza
- Monty és Python – mielőtt egymásra találtak
- Muppet-show
- Musikladen
- Nagy filmrendezők
- Nótaszó
- Operabarátok
- Öveges professzor: Legkedvesebb kísérleteim
- Őrjárat a kozmoszban – Az Orion űrhajó fantasztikus kalandjai
- Pesti kabaré
- Petőfi
- Pirx kalandjai
- Popeye, a tengerész
- Rendőrakadémia
- Régi-módi
- Rózsa Sándor
- Slágerbazár
- Slágermúzeum
- Superman (1941-es rajzfilm)
- Szilveszteri nótaszó
- Színészek nótáznak
- Sztrogoff Mihály
- Születésünk titkai
- Táncdalfesztivál
- Televarieté
- Tetthely
- Tövismadarak
- Tudni illik, hogy mi illik
- Tücsökzene
- Tüskeböki és pajtásai
- Tüskevár
- TV Torna
- Úszásoktatás, Mellúszás
- Vackor
- Valaki kopog
- Varázslatos tárgyak
- Vidám percek
- Villa a Lidón
- Vitéz László és a többiek
- VOLT
- Zenebisztró
- Zsebtévé